# De Haan
De Haan (fransk: Le Coq) er en by i Flandern i det vestlige Belgien. Byen ligger i provinsen Vestflandern, ved kysten til Nordsøen. Indbyggertallet er pr. 2006 på ca. 12.000 mennesker.